# آنتونیو گاندوزیو
آنتونیو گاندوزیو (ایتالیایی: Antonio Gandusio؛ ‏ ۲۹ ژوئیهٔ ۱۸۷۵ – ۲۳ مهٔ ۱۹۵۱) یک هنرپیشه اهل ایتالیا بود.
از فیلم‌ها یا برنامه‌های تلویزیونی که وی در آن نقش داشته‌است می‌توان به ما هفت خواهر بودیم اشاره کرد.